# Jolanda Spirig

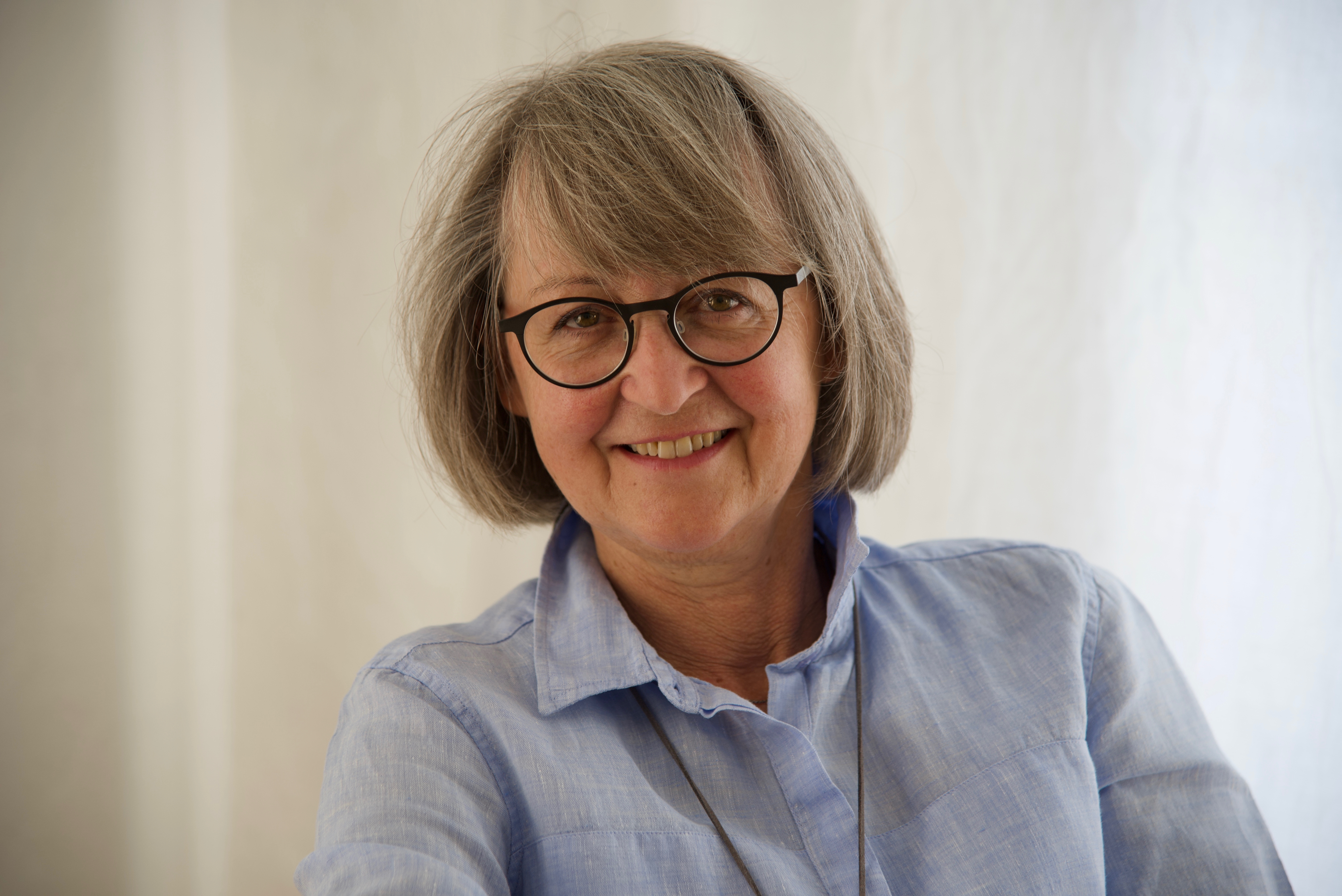
Jolanda Spirig (2018)

Jolanda Spirig-Zünd (* 26. Juli 1953 in St. Gallen) ist eine Schweizer Autorin.

## Leben
Jolanda Spirig war Übersetzerin, Redaktorin und selbständige Kommunikationsberaterin. Heute arbeitet sie als freie Autorin.

## Werke
- Fani. Ein Dienstmädchenleben. eFeF, Bern 1995, ISBN 3-905493-78-0.
- Kaffee mit Muttermilch. Erinnerungen der Krankenschwester Rosa Leuppi. Chronos, Zürich 1998, ISBN 3-905312-61-1.
- Von Bubenhosen und Bildungsgutscheinen: Die Frauenzentrale Appenzell Ausserrhoden 1929–2004. Geschichtlicher Rückblick. Appenzeller Verlag, Herisau 2004, ISBN 3-85882-386-4.
- Widerspenstig. Zur Sterilisation gedrängt: Die Geschichte eines Pflegekindes. Chronos, Zürich 2006, ISBN 978-3-0340-0784-9.
- Schürzennäherinnen. Die Fabrikantin und die Kriessner «Mädchen». Chronos, Zürich 2012, ISBN 978-3-0340-1143-3.
- Sticken und Beten. Die Textildynastie Jacob Rohner: Familie, Firma, Klerus (1873–1988). Chronos, Zürich 2015, ISBN 978-3-0340-1314-7.
- Hinter dem Ladentisch. Eine Familie zwischen Kolonialwaren und geistlichen Herren. Chronos, Zürich 2020, ISBN 978-3-0340-1580-6.

## Auszeichnungen
- 2006: Prix Wasserfrau
- 2012: Rheintaler Kulturpreis